# 重晶石
重晶石（じゅうしょうせき、barite、baryte、バライト）は、硫酸塩鉱物の一種。化学組成は BaSO4（硫酸バリウム）、結晶系は斜方晶系。

## 産出地
主に、低～中温鉱床の脈石に産し、火山付近の温泉環境や黒鉱鉱床に伴われることも多い。石灰岩中に含まれることがある。
日本では、北海道の小樽松倉鉱山、南白老バライト鉱山、勝山鉱山など、主に北海道・東北に偏在する形で存在していた（西日本では、京都府の笠取鉱山が知られるだけだった）。また、秋田県花岡鉱山のように黒鉱の中にも存在しており、これは浮遊選鉱によって回収されていた。いずれの鉱山も閉山しており、2016年現在は全量が輸入で賄われている。

## 性質・特徴
板状結晶が集まってバラの花のように見えるものを砂漠のバラという。
水には不溶性、炭素とともに強熱すると還元されて硫化バリウムになる。

### 変種
北投石（hokutolite、(Ba,Pb)SO4）
鉛を含む変種。台湾の北投温泉（台北市）と日本の玉川温泉（秋田県）から産出する。玉川温泉のものは「玉川温泉の北投石」として、国の特別天然記念物に指定されている。

## 用途・加工法
バリウムの主要な鉱石である。

## 重晶石族
- 硫酸鉛鉱（anglesite） - PbSO4。
- 重晶石（barite） - BaSO4。
- 天青石（celestine） - SrSO4。
- ハシェミット石（hashemite） -  BaCr6+O4 。

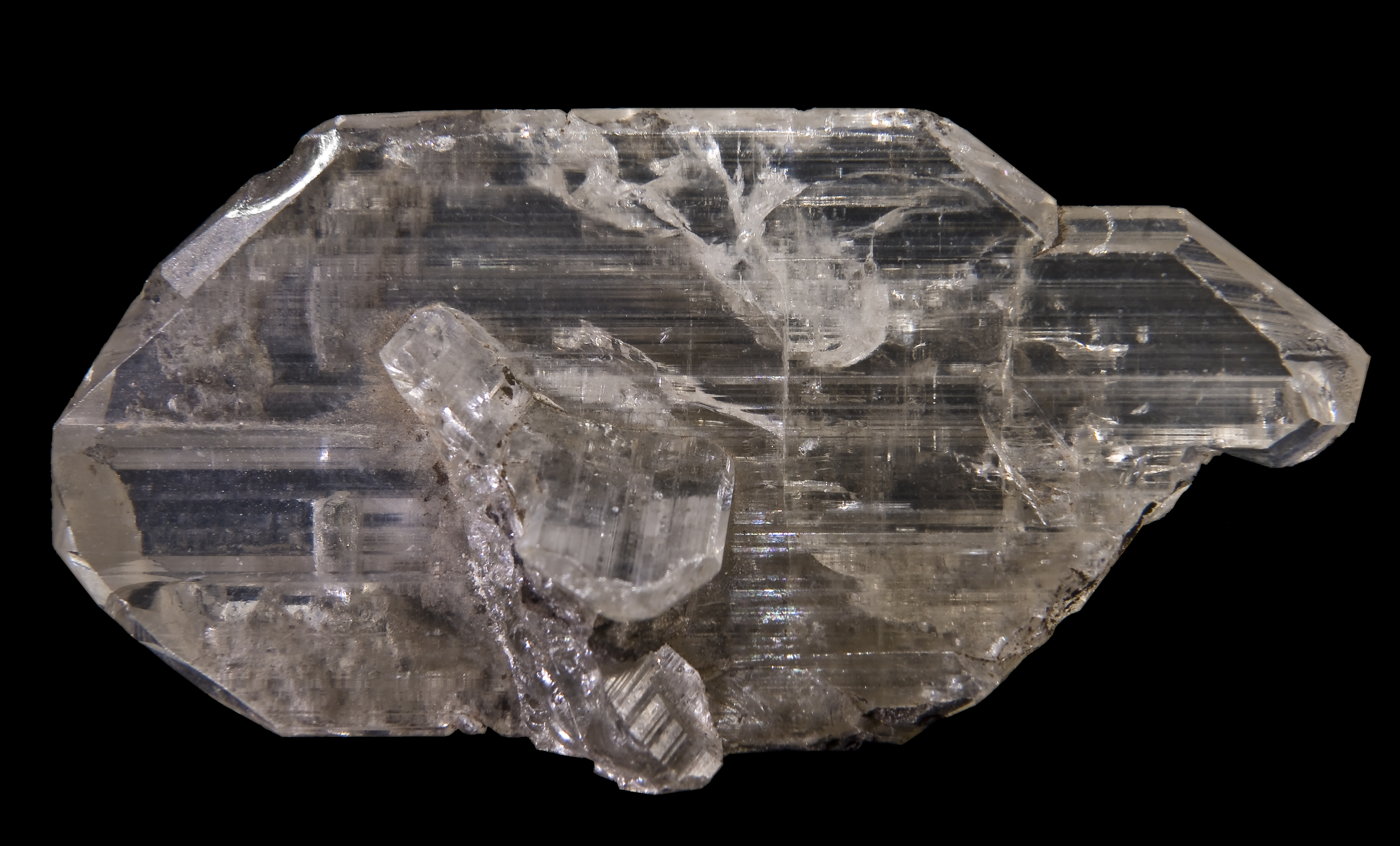
硫酸鉛鉱
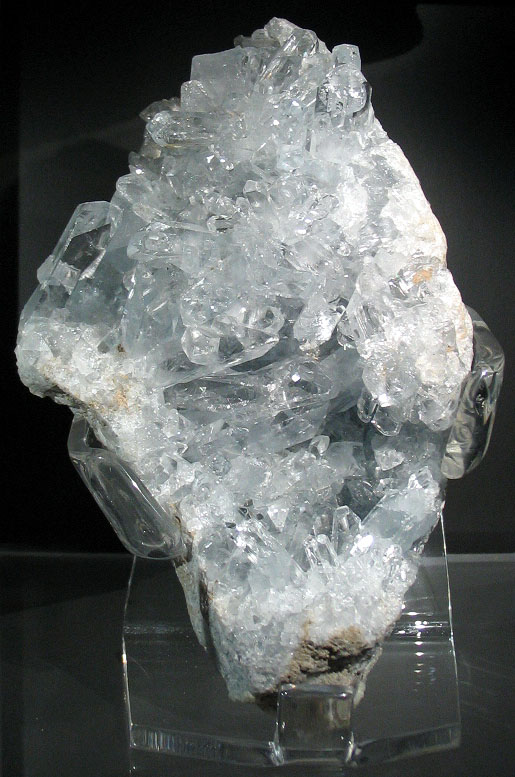
天青石